# Хоббс, Кэти
Кэ́тлин Мэ́ри Хоббс (англ. Kathleen Marie Hobbs; род. 28 декабря 1969, Финикс) — американский политик. В настоящее время является губернатором Аризоны. Ранее она была секретарём штата (2019—2023), сенатором штата Аризона, представляла 24-й округ, и представителем штата.

## Биография
Хоббс получила степень бакалавра по социальной работе в Университете Северной Аризоны и степень магистра по социальной работе в Университете штата Аризона; Хоббс была социальным работником с 1992 года, занимаясь такими вопросами, как насилие в семье, поведенческое здоровье и бездомность.

## Личная жизнь
Замужем, есть двое детей.